# Ausstellung der Errungenschaften der Volkswirtschaft

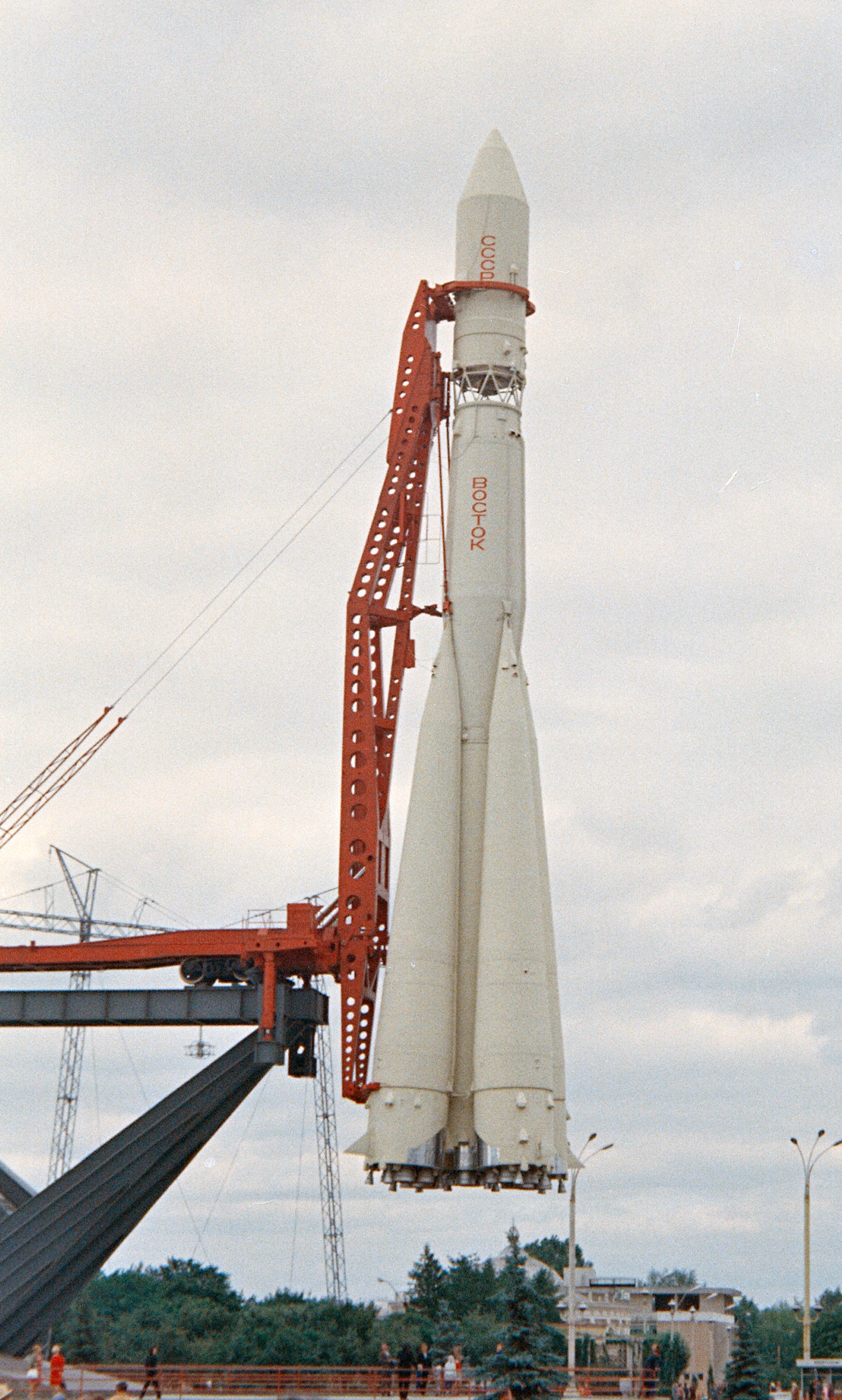
Wostok vor Kosmospavillon, Juli 1968

Der Brunnen der Völkerfreundschaft

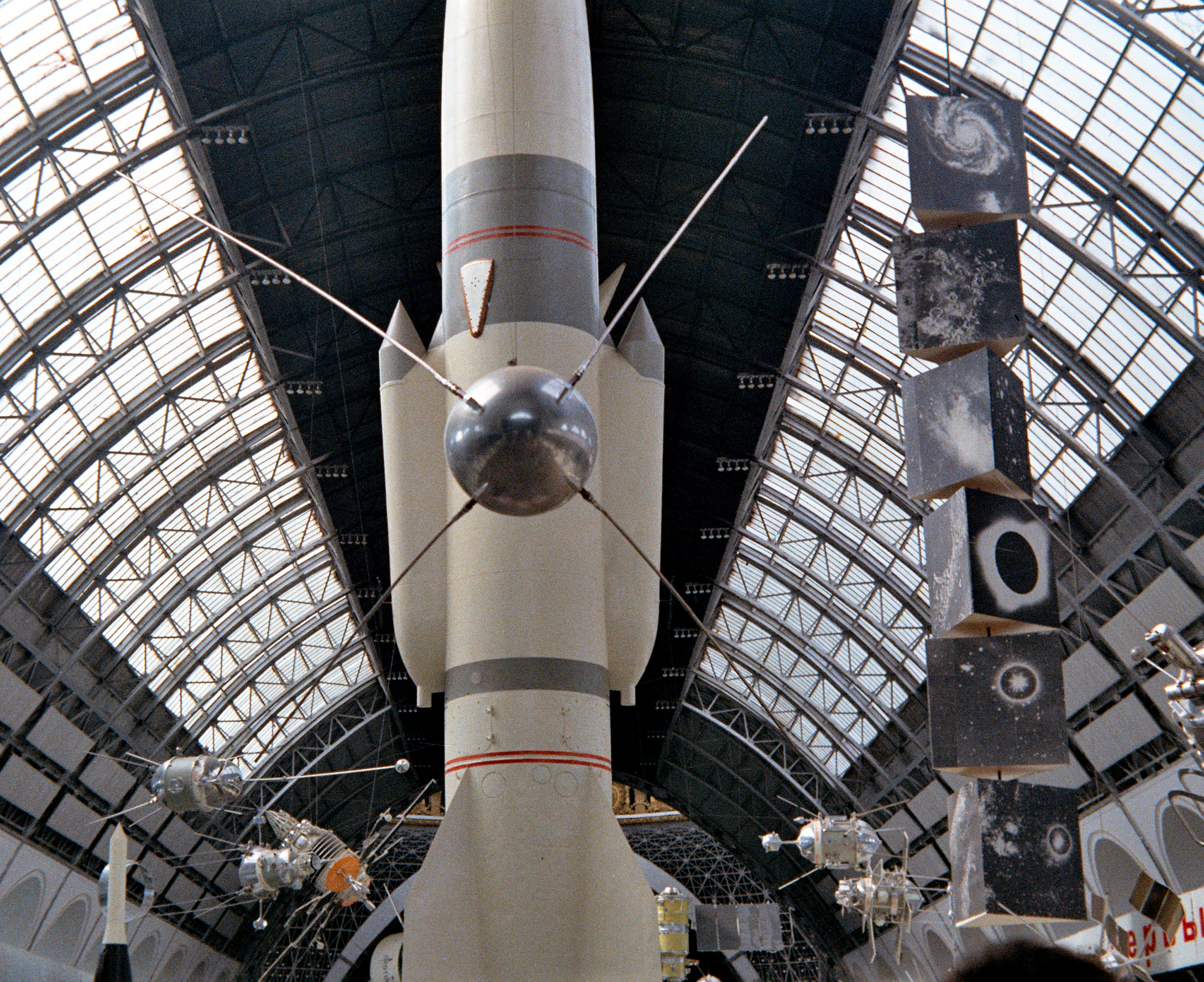
Kosmospavillon mit Sputnik 1, Juli 1968

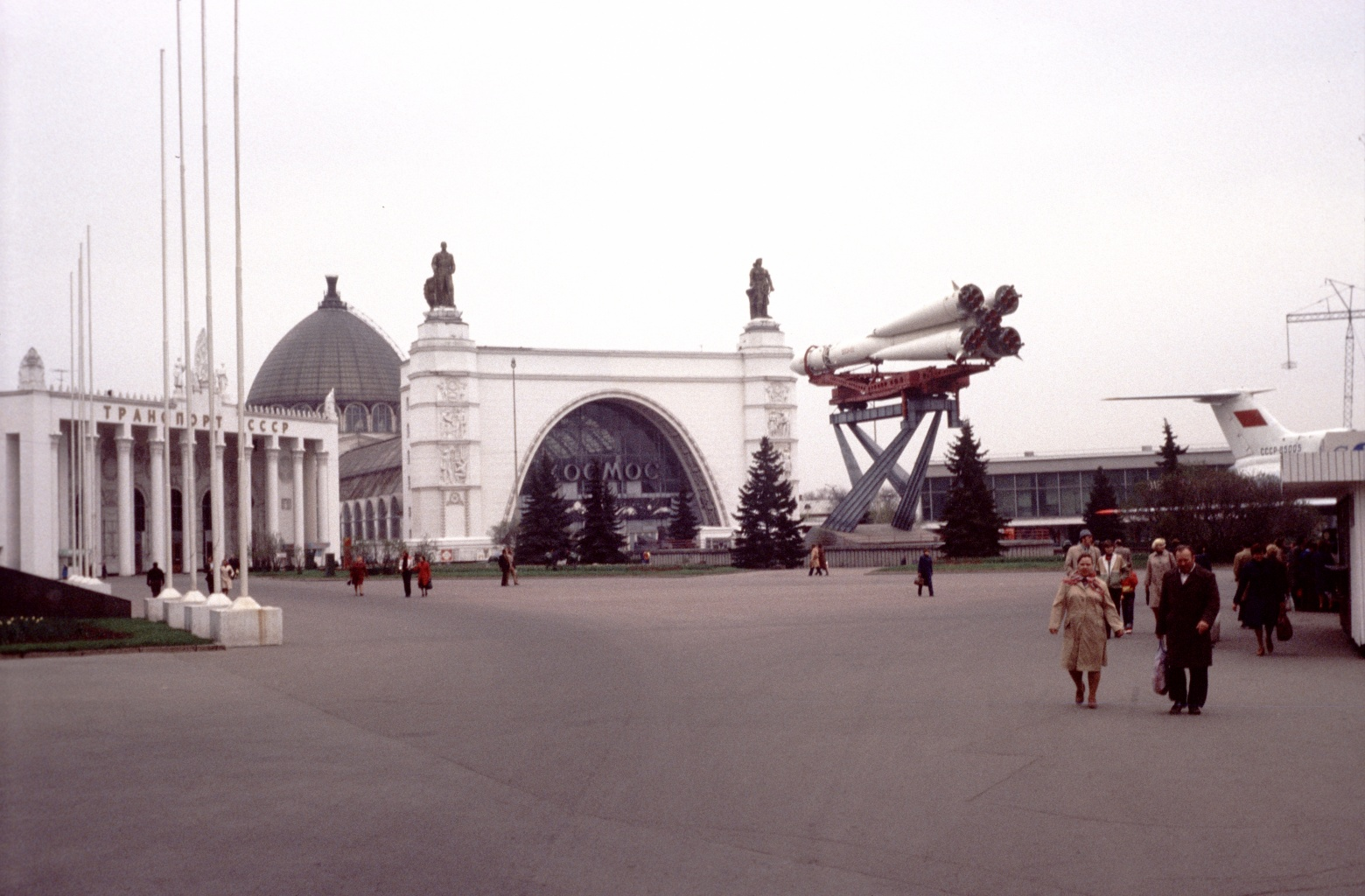
Allunionsausstellung mit Kosmospavillon im Jahre 1980.

Kosmospavillon (Eingang), 1980

Die Ausstellung der Errungenschaften der Volkswirtschaft (russisch ВДНХ WDNCh [Ausspracheⓘ] – russisch Выставка достижений народного хозяйства Wystawka dostischeni narodnowo chosjaistwa; 1992–2014 Allrussisches Ausstellungszentrum) befindet sich in Moskau am Prospekt Mira unweit der nach dem Ausstellungsgelände benannten Metrostation WDNCh. Das weitläufige Gelände erstreckt sich über 211 Hektar.

## Geschichte

### Leistungsschau der UdSSR
Das Gelände mit einer Reihe thematischer Pavillons wurde 1923 als Allrussische Landwirtschaftsausstellung (1939 All-Unions-Landwirtschaftsausstellung (WSChW)) angelegt und war zunächst bis 1941 in Betrieb. Während des Zweiten Weltkriegs wurde die Ausstellung geschlossen und konnte mit rekonstruierten und neu errichteten Pavillons zum 1. August 1954 wiedereröffnet werden, wiederum als Landwirtschaftsausstellung.
Zur Saison 1959 ging die Landwirtschaftsausstellung auf erweiterter Fläche in der Ausstellung der Volkswirtschaftlichen Errungenschaften der UdSSR (WDNCh, russ. Выставка достижений народного хозяйства СССР) auf. Sie war als Schau der Errungenschaften des Sozialismus gedacht und galt in der Sowjetunion als Vorzeigeobjekt, das die Leistungsstärke der sowjetischen Planwirtschaft demonstrierte.
In etwa einhundert zum Teil aufwändig gestalteten Pavillons befanden sich Ausstellungsstücke aus mehreren Regionen und Ländern, aber auch zu verschiedenen Gebieten der Volkswirtschaft. Besondere Bekanntheit errang der Pavillon zur Weltraumfahrt. Hier konnten Exemplare des Sputnik-Satelliten, Trainingsgeräte zur Vorbereitung der Kosmonauten, Raumanzüge und Teile der Sojus-Raketen besichtigt werden.

### Nach der Perestroika
Nach der Auflösung der Sowjetunion wurden die Pavillons ausgeräumt und als Marktfläche vermietet – bei den Moskauern stand WDNCh lange Zeit vor allem für den Einkauf von Unterhaltungselektronik. Sie wurde in eine Offene Aktiengesellschaft (OAO) umgewandelt und erhielt 1992 den Namen Allrussisches Ausstellungszentrum (WWZ, russ. ВВЦ – Всероссийский выставочный центр). Die Metrostation WDNCh wurde jedoch nicht umbenannt.
Ab 2005 wurde das WWZ als Messeplatz ausgebaut. Es beherbergte Fach- und Publikumsmessen, u. a. die Internationale Handwerksmesse (2006) in deutscher Kooperation. Das Gelände wurde auch weiterhin als Erholungspark sowie für Kultur-, Vergnügungs- und Sportveranstaltungen genutzt. Es zieht jährlich zirka 20 Millionen Besucher an.
Auf dem Ausstellungsgelände bzw. in seiner unmittelbaren Nähe befinden sich außerdem:
- das ehemals (bis zur Errichtung des London Eye) mit ca. 70 m größte Riesenrad Europas,
- der Brunnen der Völkerfreundschaft, der als Symbol für den Vielvölkerstaat UdSSR gilt,
- viele weitere künstlerisch gestaltete Springbrunnen,
- das bekannte Denkmal Arbeiter und Kolchosbäuerin von Wera Muchina vor dem Nordeingang,
- das markant konstruierte Kosmonautenmuseum mit dem Denkmal Für die Eroberer des Weltraums zwischen dem Haupteingang und der Metrostation WDNCh.

Anfang 2014 übernahm die Stadt Moskau alle Anteile der OAO WWZ. Auf Anregung des Moskauer Bürgermeisters fand eine Online-Umfrage statt, bei der mehr als 90 % der teilnehmenden Moskauer für eine Rückkehr zum vorherigen Namen stimmten. Das Ausstellungsgelände wurde daraufhin am 14. Mai 2014 in WDNCh zurückbenannt. Ende Juli 2014 wurde der Botanische Nikolai-Zizin-Garten und der Ostankino-Park am Fernsehturm Ostankino in den WDNCh-Komplex eingegliedert. Die Renovierung der Länder-Pavillons fand unter Mitwirkung der nunmehr unabhängigen Staaten statt. Viele der Pavillons waren nur für den Sommerbetrieb und ohne Heizungen erbaut worden und wurden aufwändig restauriert.

## Architektur und Gestaltung
Die Ausstellung der Errungenschaften der Volkswirtschaft ist ein Gebäudekomplex, der überwiegend nach den Prinzipien der Symmetrie errichtet wurde. Die meisten Pavillons entstanden zwischen 1950 und 1954 im Zuge des Wiederaufbaus der Ausstellung nach dem Zweiten Weltkrieg. Einige Bauwerke stammen jedoch noch aus der Zeit der Ausstellung von 1939, während andere erst nach 1954 hinzukamen. Das Gelände wird von zwei parallel verlaufenden Alleen geprägt – der Hauptallee und der Zentralallee. Entlang dieser Achsen liegen zwei zentrale Plätze: der Platz der Völkerfreundschaft und der Platz der Industrie.
Der repräsentative Haupteingang befindet sich an der Seite des Prospekts Mira und der Metrostation „WDNCh“ und wird von einem zwischen 1951 und 1954 erbauten Torbogen markiert. Hinter dem Torbogen führt die Allee zum Zentralpavillon der Ausstellung, vor dem ein Lenin-Denkmal steht. Dahinter erstreckt sich der Platz der Völkerfreundschaft mit dem Brunnen „Völkerfreundschaft“, einem der bekanntesten Wahrzeichen des Geländes. Rund um den Platz und die anschließende Allee liegen Pavillons, die ursprünglich für Ausstellungen der Unionsrepubliken oder Regionen der RSFSR konzipiert waren. Nach der Umstellung auf ein branchenbezogenes Ausstellungskonzept verloren sie jedoch ihre thematische Einheit. Den Abschluss der Perspektive bildet der Pavillon der Ukrainischen SSR.
Weiter folgt der Platz der Industrie, auf dem die Pavillons unterschiedlichen Industriezweigen der Sowjetunion gewidmet sind – teilweise bereits von Anfang an. Im Zentrum des Platzes steht ein Modell der „Wostok“-Rakete, umgeben von Exponaten der Luftfahrttechnik: einer Jak-42, einem Transport- und Landehubschrauber Mi-8T und einem Jagdflugzeug Su-27.
Abseits der zentralen Achsen befinden sich kleinere Pavillons, die anderen Wirtschaftsbereichen gewidmet sind. Nordöstlich des Platzes der Industrie liegt der Viehzuchtkomplex mit Pavillons, die der Zucht dienten und lebende landwirtschaftlicher Nutztiere präsentierten. Die Gebäude dieses Komplexes bilden ein eigenes architektonisches Ensemble: So stehen beispielsweise die Pavillons „Futtermittel“ und „Pferdezucht“ symmetrisch zueinander an einem Platz. Auffällige Gestaltungselemente sind Reliefs mit Darstellungen von Nutztieren an den Fassaden.
Im westlichen Teil des Geländes konzentrieren sich die Pavillons des Bereichs „Landwirtschaft“. Unterhaltungseinrichtungen, Verkaufsstände und Gastronomiepavillons waren gleichmäßig über das gesamte Ausstellungsgelände verteilt.

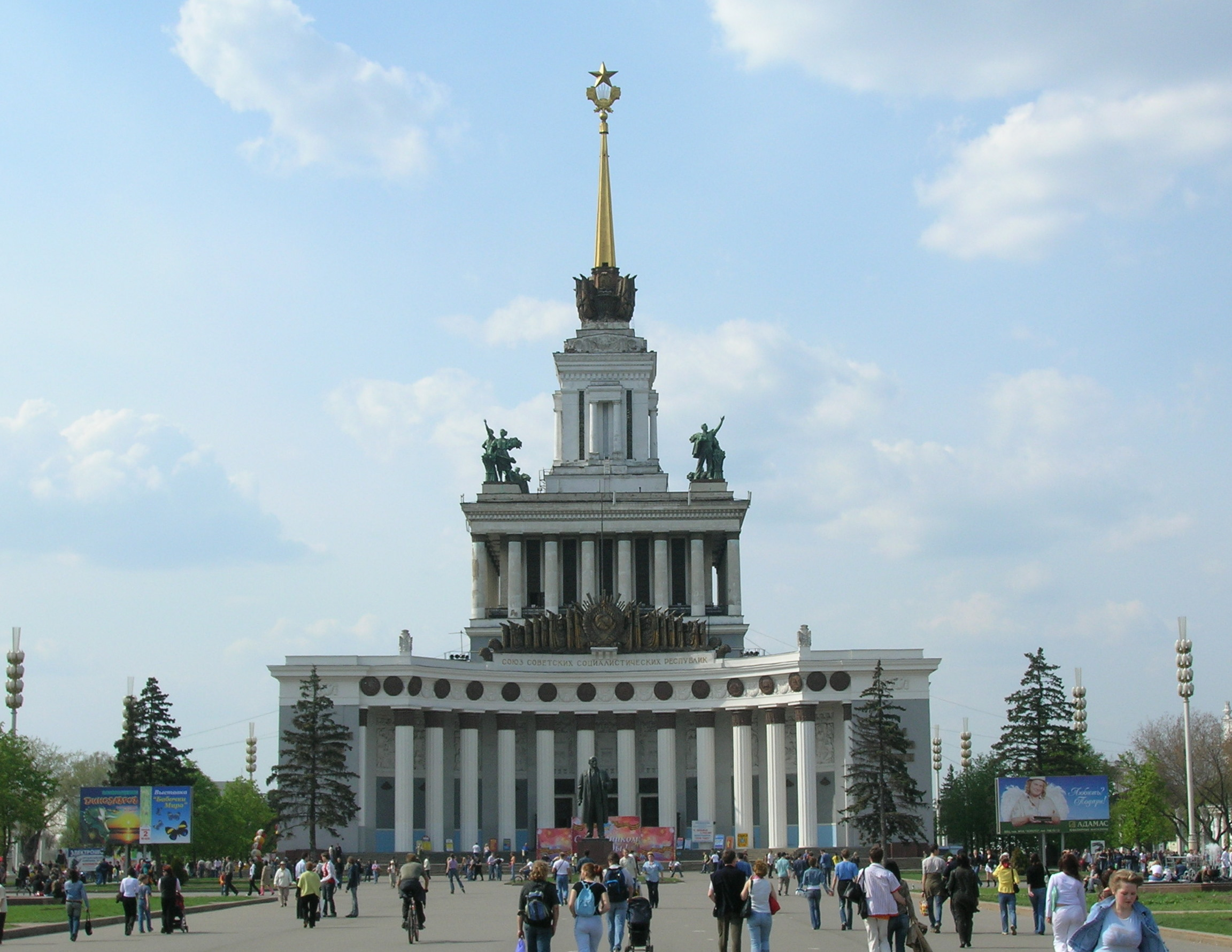
Zentraler Pavillon, 2006
Kosmospavillon – im Jahre 2006 wieder durch eine Wostok geschmückt
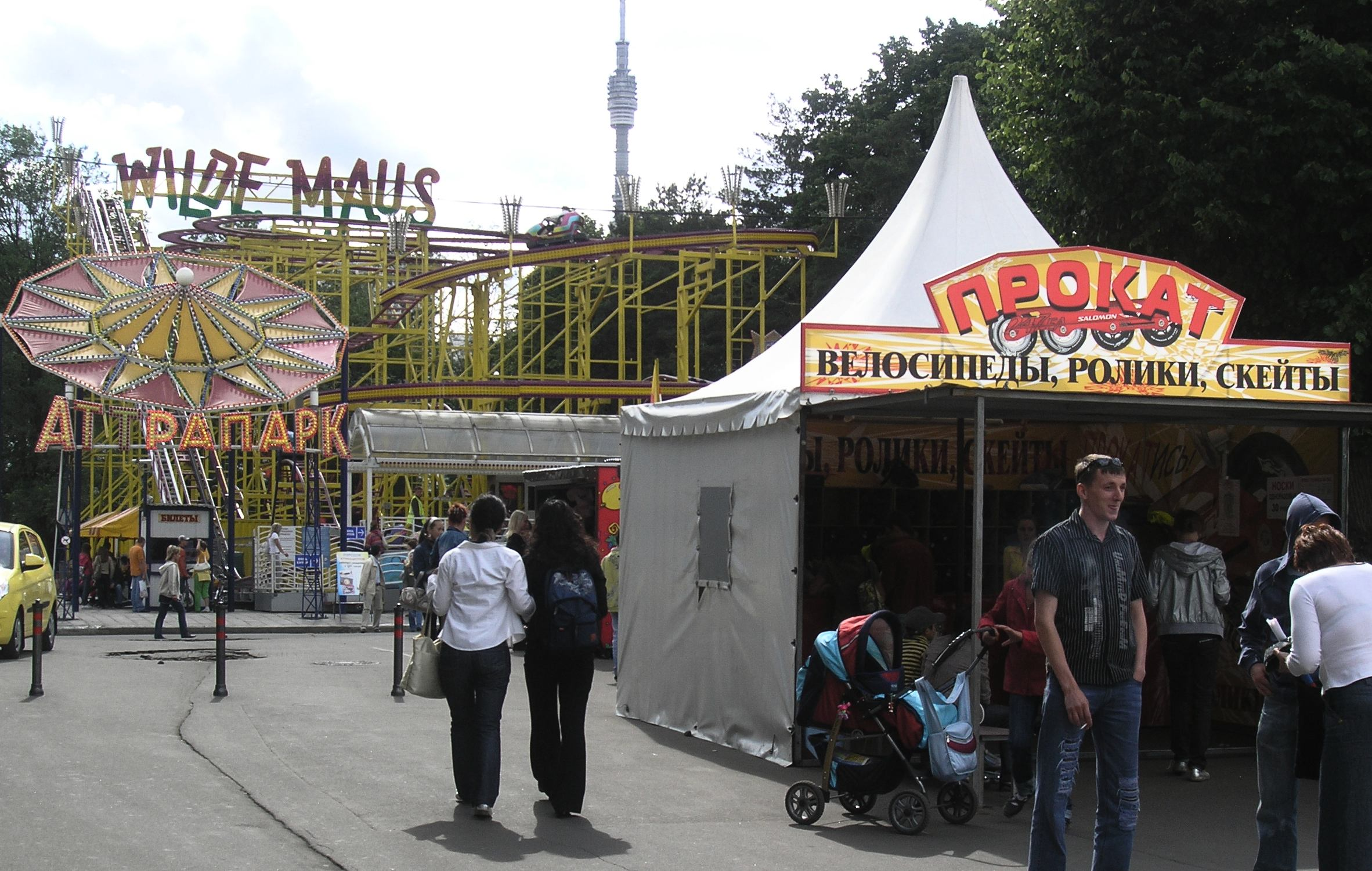
Achterbahn Wilde Maus im Park der WDNCh, im Hintergrund der Fernsehturm Ostankino, 2008.